# Monaster Ikony Matki Bożej „Wszystkich Strapionych Radość” w Starobielsku
Monaster Ikony Matki Bożej „Wszystkich Strapionych Radość” – prawosławny żeński klasztor w Starobielsku, w eparchii siewierodonieckiej Ukraińskiego Kościoła Prawosławnego Patriarchatu Moskiewskiego.

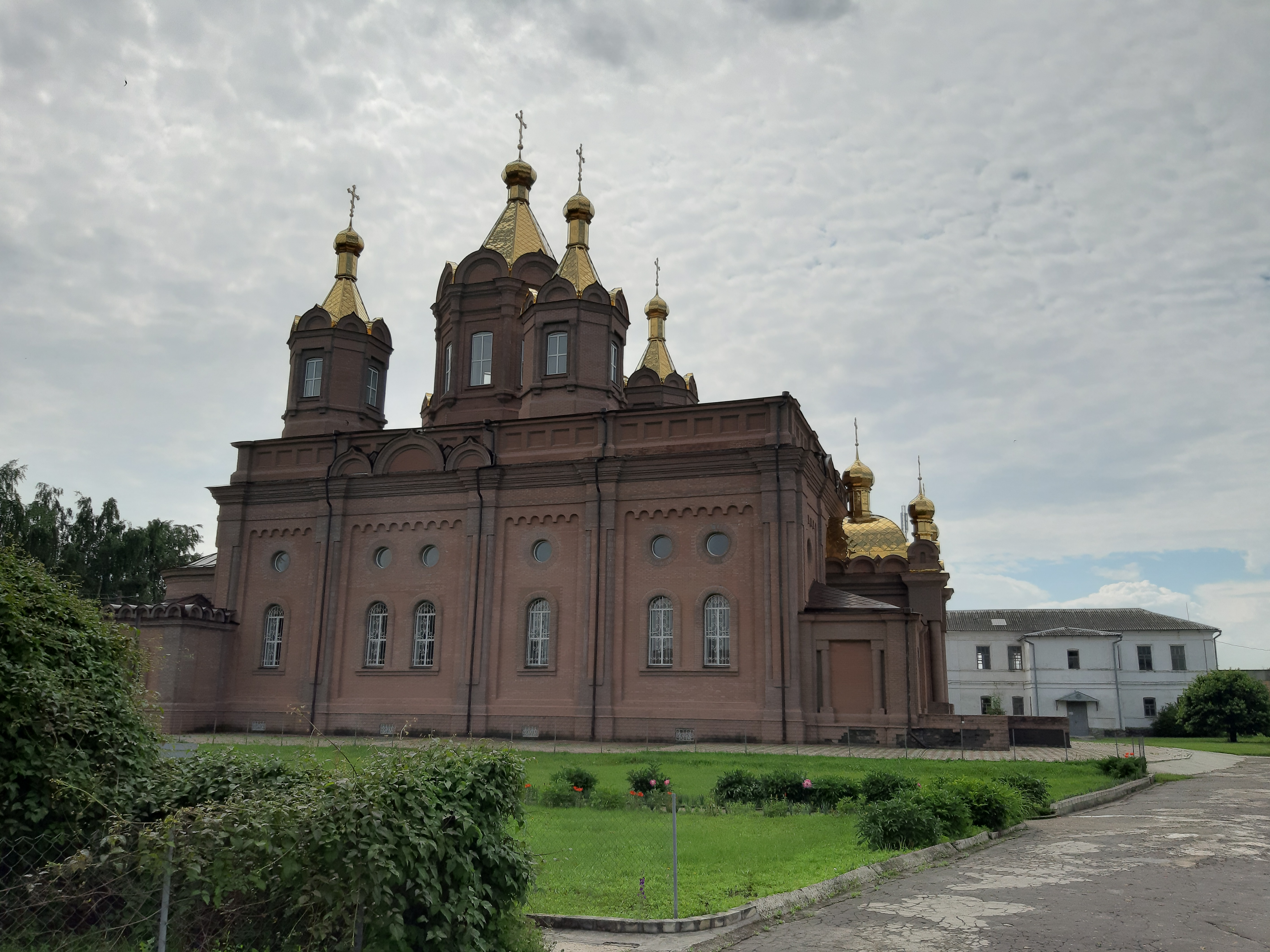
Cerkiew Ikony Matki Bożej „Wszystkich Strapionych Radość”

Monaster powstał w 1862 r. Założycielką była szlachcianka Anna Bulicz, która po śmierci męża złożyła śluby zakonne z imieniem Angelina i została pierwszą przełożoną wspólnoty. W latach 1863–1870 wzniesiono cerkiew Świętej Trójcy, a w latach 1872–1899 główną świątynię monasterską – cerkiew Ikony Matki Bożej „Wszystkich Strapionych Radość”.
W 1922 r. klasztor został zamknięty przez władze komunistyczne. W latach 1939–1940 znajdował się tu obóz jeniecki dla oficerów Wojska Polskiego, wziętych do niewoli przez ZSRR po zajęciu wschodnich terenów Polski we wrześniu 1939 r. Jeńców – w liczbie około 4000 – w przeciągu kwietnia 1940 r. sukcesywnie przewożono do Charkowa, gdzie byli rozstrzeliwani przez funkcjonariuszy NKWD.
Po II wojnie światowej w obiektach monasterskich mieściła się jednostka wojskowa. W 1992 r. obydwie cerkwie klasztorne zostały zwrócone prawosławnym, a w następnym roku miała miejsce reaktywacja monasteru.

## Przełożone klasztoru
- Angelina (Bulicz), 1862–1888
- Margarita (Pawłowa), 1888–1890
- Cherubina (Kiedrowa), 1890–1898
- Serafina, 1898–1902
- Apolinaria (Pałkina), 1902–1922

### Po reaktywacji
- Katarzyna (Biespałowa), obecnie[1]